# Gare de Bitchū-Takahashi
La gare de Bitchū-Takahashi (備中高梁駅, Bitchū-Takahashi-eki) est une gare ferroviaire japonaise située à Takahashi dans la préfecture d'Okayama. Elle est gérée par la compagnie JR West.

## Situation ferroviaire
La gare de Bitchū-Takahashi est située au point kilométrique (PK) 34,0 de la ligne Hakubi.

## Histoire
La gare a été inaugurée le 20 juin 1926.

## Services aux voyageurs

### Accès et accueil
La gare dispose d'un bâtiment voyageurs, avec guichet, ouvert tous les jours.

### Desserte
- Ligne Hakubi :
  - voies 1 et 2 : direction Kurashiki et Okayama
  - voie 3 : direction Niimi et Yonago